# عبدل أباد (لالة زار)
عبدل أباد (بالإنجليزية: Abdolabad, Lalehzar)‏ هي مستوطنة تقع في إيران في ناحية لاله زار. يقدر عدد سكانها بـ 28 نسمة .